# 贝特朗库尔
贝特朗库尔（法語：Bertrancourt，法語發音：[bɛʁtʁɑ̃kuʁ]）是法国上法兰西大区索姆省的一个市镇，属于亚眠区。

## 地理
贝特朗库尔（50°5'38"N, 2°33'21"E）面积6.09 平方千米，位于法国上法蘭西大區索姆省，该省份为法国北部沿海省份，北起加来海峡省和北部省，西接滨海塞纳省和大西洋英吉利海峡，南至瓦兹省，东临埃纳省。
与贝特朗库尔接壤的市镇（或旧市镇、城区）包括：萨伊欧布瓦、比莱萨图瓦、夸尼厄、库尔塞勒欧布瓦、福瑟维尔、马伊马耶。
贝特朗库尔的时区为UTC+01:00、UTC+02:00（夏令时）。

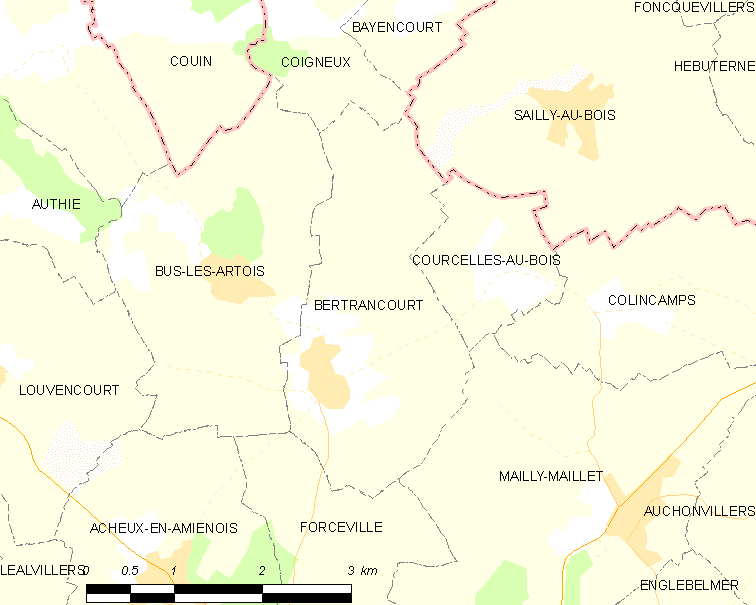
贝特朗库尔的OSM定位图

## 行政
贝特朗库尔的邮政编码为80560，INSEE市镇编码为80095。

## 政治
贝特朗库尔所属的省级选区为阿尔贝县。

## 人口

1962-2008年间贝特朗库尔人口变化图示

贝特朗库尔于2022年1月1日时的人口数量为212人。